# 8467 Benoîtcarry
A 8467 Benoîtcarry (ideiglenes jelöléssel (8467) 1981 ES35) egy kisbolygó a Naprendszerben. Schelte J. Bus fedezte fel 1981. március 2-án.